# Breitscheid (Hessen)
Breitscheid település Németországban, Hessen tartományban. Lakosainak száma 4708 fő (2023. december 31.). Breitscheid Haiger, Dillenburg, Herborn és Driedorf községekkel határos.

## Népesség
A település népességének változása:
| Lakosok száma | 4758 | 4739 | 4681 | 4780 | 4708 |
|               | 2017 | 2019 | 2021 | 2022 | 2023 |